# Anton Leichtfried
Anton Leichtfried (* 30. května 1967, Scheibbs) je rakouský římskokatolický kněz a biskup.

## Život
Narodil se 30. května 1967 v Scheibbsu. Roku 1985 na Stiftsgymnasium Seitenstetten maturoval a vstoupil do kněžské semináře v St. Pöltenu. V letech 1987 až 1992 byl seminaristou v Pontificium Collegium Germanicum et Hungaricum de Urbe a studoval na Papežské Gregoriánské univerzitě v Římě, kde získal licentiát z dogmatické teologie. Dne 10. října 1991 byl arcibiskupem Johannesem Joachimem Degenhardtem vysvěcen na kněze.
Poté působil jako kaplan ve Wölblingu a ve Waidhofen an der Thaya.
V letech 1996–2000 na Freiburské univerzitě absolvoval doktorská studia Gisberta Greshakea, a ukončil je s disertační prací Trinitätstheologie als Geschichtstheologie (Trinitární teologie jako teologie dějin).
Dne 4. března 2005 byl rektorem semináře.
Dne 21. listopadu 2006 jej papež Benedikt XVI. jmenoval pomocným biskupem diecéze St. Pölten a titulárním biskupem z Rufiniany. Biskupské svěcení přijal 25. února 2007 z rukou biskupa Klause Künga a spolusvětiteli byli kardinál Christoph Schönborn a biskup Ludwig Schwarz.